# Ramon Roig Segarra
Ramon Roig Segarra (Orpesa, 1963 - Barcelona, 2016) fou un pintor valencià. Els seus treballs van ser definits com a «espais líquids» pel crític Manel Clot. La seva pintura es debatia entre les formes aquoses dels microorganismes tal com es veuen al microscopi i l'abstracció surrealista, entre el joc òptic de les superfícies decoratives i el grafisme gestual. A l'Espai 13 de la Fundació Joan Miró el 1996 va exposar paisatges calcaris del Maestrat com a metàfores de l'impuls creatiu.
Va estudiar a la facultat de Belles Arts de Sant Jordi a Barcelona i des del 1988 es dedicà a la creació en les arts visuals, centrat en la investigació en el camp de la pintura contemporània. L'obra de Ramon Roig marcadament autobiogràfica sorgeix de tensions dialèctiques entre l'abstracció i la figuració, l'automatisme i la reflexió racional i entre l'orgànic i el tecnològic. Els seus treballs en diferents mitjans: pintura, vídeo, dibuix, gravat, tracten sobre la identitat i el genèric, la influència de la nostra percepció de l'entorn en la creació d'estructures i espais i la dependència de l'artifici en la seva iconografia d'artefactes imaginaris.